# Wollige beukenluis
Wollige beukenluis (Cryptococcus fagisuga) is een schildluis, die op beuken voorkomt. Het insect is schadelijk, doordat door de door de luis met hun zuigsnuit gemaakte gaatjes schimmels de bast kunnen binnendringen zoals Nectria coccinea var. faginata en soms het bloedkankermeniezwammetje (Nectria galligena). Met hun zuigsnuit zuigen ze floëemsap op. Bij sterke aantasting zijn de aangetaste bomen al van verre te zien door een witte waas en een slijmachtig sap op de stam. Bij deze bomen kan na 4 - 12 jaar kankerachtige woekeringen ontstaan.

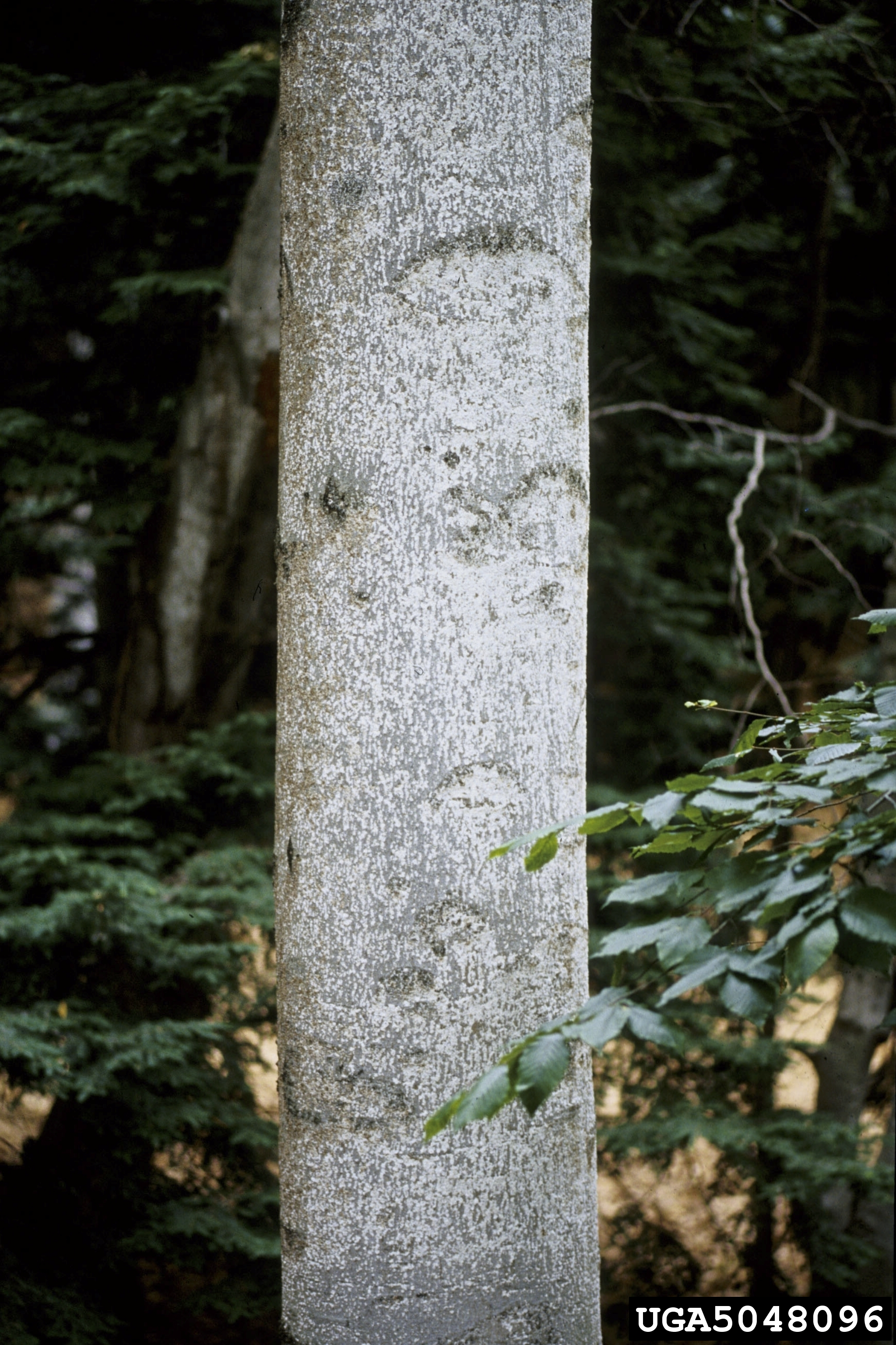
Wollige beukenluis op Amerikaans beuk

Van de wollige beukenluis zijn geen mannetjes bekend. De 0,75 - 1 mm grote, geelkleurige vrouwtjes zijn halfkegelvormig en planten zich voort door parthenogenese. Ze hebben geen poten en vleugels. Op de rug zit witte, wolachtige was.

## Levenscyclus
Van juni tot oktober leggen de vrouwtjes tot 50 onbevruchte eitjes. Uit de eitjes komen larven, die dan nog poten hebben. Ze laten zich door de wind verspreiden naar andere beukenbomen. In het volgende voorjaar ontwikkelen ze zich tot volwassen luizen.

## Voorkomen
De wollige beukenluis komt van oorsprong op de beuk voor in Europa van Zuid-Zweden tot in Turkije. Rond 1890 verspreidde de wollig beukenluis zich met planten naar Nova Scotia in het noordoosten van Canada, waar de Amerikaanse beuk (Fagus grandifolia) werd aangtast. In 1932 was de luis met de schimmel Nectria al verspreid over vele gebieden van New Brunswick, Nova Scotia, Prince Edward Island en delen van Oost- en Zuid-Centraal-Maine. Ze blijft zich verder verspreiden en komt nu ook voor in Québec, New England, New York, New Jersey, Pennsylvania en West Virginia. In 1984 werd de luis ook gevonden in het Holden Arboretum in Lake County (Ohio) en in latere jaren ook in andere delen van Ohio.